# Body and Soul?
Body and Soul? is een nummer van de Amerikaanse rockband Thelonious Monster uit 1993. Het is de tweede single van hun vierde studioalbum, Beautiful Mess.
De rockballad werd enkel een hit in Nederland, waar het de 29e positie behaalde in de Nederlandse Top 40.